# 陈翰馥
陈翰馥（1937年2月10日—），男，祖籍浙江绍兴，生于杭州，中国控制论与系统科学家，中国科学院院士。数学家陈建功之子。

## 生平
陈翰馥自上海复兴中学毕业后前往苏联留学，最初就读于列宁格勒水运工程学院，后转至列宁格勒大学数学力学系。1961年毕业后回国，在中国科学院数学研究所概率统计室从事研究工作。次年控制理论研究室成立后他成为首批成员之一。1979年升为升为副研究员。同年转入新成立的系统科学研究所。1986年升任研究员，1987年起任系统科学研究所副所长。1993年当选中国科学院院士。1995年出任系统科学研究所所长。1996年当选电气电子工程师学会（IEEE）会士。2006年当选国际自动控制联合会（IFAC）会士。

## 社会兼职
他曾任国际自动控制联合会执委、中国自动化学会理事长等。1995年5月，中国数学会第七次代表大会在北京清华大学举行，会议选举产生了77名理事，并召开理事会第一次会议，他出任常务理事。

## 奖项和荣誉
获得过两次国家自然科学三等奖、一次中国科学院自然科学一等奖。